# 関西みらいフィナンシャルグループ
株式会社関西みらいフィナンシャルグループ（かんさいみらいフィナンシャルグループ、英: Kansai Mirai Financial Group, Inc.）は、かつて存在したりそなホールディングスの完全子会社で、関西みらい銀行とみなと銀行を傘下に置いていた持株会社（中間持株会社）。
設立当初は近畿大阪銀行を完全子会社として事業を開始し、その後2018年4月には三井住友銀行傘下の関西アーバン銀行及びみなと銀行が新たに完全子会社となり、東京証券取引所市場第1部へ上場した。2021年3月をもって上場廃止となり、同年4月の株式交換によりりそなホールディングスの完全子会社となった。その後2024年4月1日にりそなホールディングスに吸収合併され、消滅した。

## 来歴

### 発足前史
当社の銀行法上の親会社にあたるりそなホールディングス及びその中核となるりそな銀行は、スーパーリージョナルバンクの創造を目標に掲げたリテールバンクとして、事業を行ってきた。とりわけ、関西地区におけるスーパーリージョナルバンクの構築は、りそな銀行の前身である大和銀行の時代より、大和銀ホールディングスの設立と奈良銀行や大阪銀行の子会社化などと言った形で行われてきたものであった。しかし、りそなショックによる同社の経営危機後は、業務効率化の観点から奈良銀行の吸収合併を行うと同時に、近畿大阪銀行の他の地方銀行への売却に向け何度も他行に交渉を行ったものの、結局買い手が見つからなかったことから、近畿大阪銀行は同グループに留まった。公的資金完済が見えてきた2010年以降は一転し、かつてのスーパーリージョナルバンク構想は息を吹き返し拡大を標榜し、例えば栃木県宇都宮市に本店を置く足利銀行の親法人である足利ホールディングスに対して経営統合を非公式に打診するなどしており、同社は地銀再編に積極的であった。（詳細はりそなホールディングスを参照。）
一方で、関西アーバン銀行及びみなと銀行の親法人であり、日本のメガバンクの1行でもある三井住友銀行は、バーゼルIIIなどの国際的な金融規制の対象となっており、その規制強化により、資産の効率化による資本効率の向上が最重要課題となっていたうえ、ゼロ金利政策の継続で利ザヤが縮小しているうえに、人口減少で融資や手数料収入の増加が見込めず今後の先行きが不安視される地方銀行を傘下に抱えることは、メガバンクである三井住友銀行にとってリスクとなっていた。こういった問題がある中で、傘下地銀2行を売却し自己資本比率を0.5％程度引き上げるなど、この課題をクリアすることが求められていた。更に、持ち合い株式を放出することで、コーポレート・ガバナンスの改善を図るというメリットもあった。このようななか、三井住友銀行及び同グループは、2013年から2014年にかけて、島根県に本店を置き山陰地方を地盤としつつ兵庫県及び大阪府への進出を模索する山陰合同銀行に対して、みなと銀行との経営統合を持ちかけるも、固辞されるなどしていた。また、関西アーバン銀行においても、びわこ銀行との経営統合以前に奈良県奈良市に本店を置く南都銀行の豊富な預金量を当て込んで経営統合を持ちかけ、統合後の名称を「都ホールディングス」とするところまで合意に至っていたなど、三井住友フィナンシャルグループの意向のみならず、各行においても地銀再編にコミットしようとする動きがあった。（三井住友フィナンシャルグループも参照。）
こうした経緯もあり、2015年の公的資金完済後、事業戦略を明確に打ち出せておらず、取り急ぎ関西地区でのグループの規模拡大を求めたりそなホールディングスと傘下地銀の早急な切り離しを目論む三井住友フィナンシャルグループの利害が一致したことから、両行の傘下にあり関西地区に本店を置くりそなホールディングス傘下の近畿大阪銀行及び三井住友フィナンシャルグループ傘下の関西アーバン銀行並びにみなと銀行が経営統合し、りそなホールディングス傘下に中間持株会社を設置した上で、その完全子会社となることが、2017年2月20日に日本経済新聞などで報じられ、同年3月3日にこれら3行及びりそなホールディングス並びに三井住友フィナンシャルグループより正式に公表がされた。
4月11日、関西アーバン銀行と近畿大阪銀行、みなと銀行の3行で、経営統合に向けた初会合を開催し、その場にて10の作業班を設け、店舗統廃合や、中間持ち株会社の名称や本店所在地、代表者や役員構成、統合比率などの課題について検討を行い、2017年9月末目途の最終契約の締結に向けた作業を行うことで合意した。

### 発足後の構想
2017年9月26日、りそなホールディングス及び経営統合予定の3行が経営統合の最終合意に至る。あわせて各社より、会社発足後の組織形態等の見通しが示される。これによるとりそなホールディングスの代表執行役員である菅哲哉を社長とし、本店を近畿大阪銀行の本店があるりそな銀行本店ビルとする一方、本社機能の一部は関西アーバン銀行本店ビルにも置く体制で、2017年11月に発足し、近畿大阪銀行を完全子会社とする。
2018年4月の経営統合に合わせ、公表時点では東京証券取引所に上場している関西アーバン銀行及びみなと銀行の株式について新規発行される当社株式と株式交換を実施し、これら2社を当社の100％子会社とすると同時に、当社が東京証券取引所へテクニカル上場のかたちで新規上場する。統合後のグループ形態は、りそなホールディングスが当社の議決権の51％程度を確保するとともに、三井住友フィナンシャルグループも議決権ベースで最大で26％程度の株式を保有し、一定程度コミットする。この株式交換の際の交換比率は、関西アーバン銀行の普通株式については1株につき1.60株を、みなと銀行の普通株式については1株につき2.37株を、それぞれ割り当てることとしている。

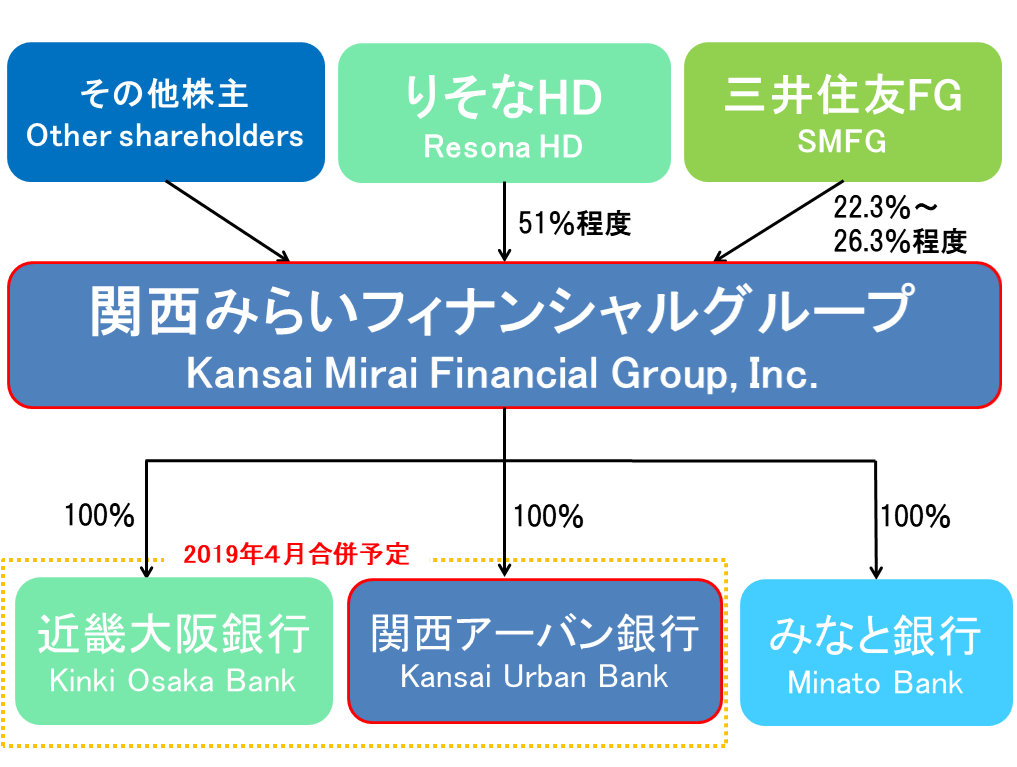
経営統合後の当社及びグループ各社の出資構成

統合後1年を経た段階で、大阪市中央区に本店を置き、大阪府内で営業エリアが大きく被る近畿大阪銀行と関西アーバン銀行の両行を合併させ、関西みらい銀行を発足させる。なお、神戸市に本店を置くみなと銀行については、関西みらい銀行には加わらず「県民銀行」としての経営に徹するとしている。これについて、りそなホールディングスの幹部の一人は「みなとは形式的には関西みらいに加わるが、勝手にやらせてもらうと言っているようなもの」であるというコメントを月刊FACTAの取材に対して残している。

### 正式発足から経営統合まで
2017年11月10日、金融庁より銀行法第52条の17第1項に基づき銀行持株会社の設立認可が降り、りそなホールディングスに対しても銀行法52条の23第6項の規定に基づき、金融庁は当社を子会社とすることを認可した。これを受けて、同14日付で会社設立手続きを完了した。また同月16日に公正取引委員会による近畿大阪銀行、関西アーバン銀行及びみなと銀行の経営統合に関する審査が終了し、「排除措置命令を行わない旨の通知書」が発出され、同委員会の承認を得た。翌17日には、2018年1月15日よりグループ傘下となる3行およびりそな銀行、埼玉りそな銀行の5行間でATMでの預金の引き出しにかかる手数料の相互無料化と振込手数料の割引サービスが開始することを公表した。
2017年12月7日、りそなホールディングスより近畿大阪銀行株式が市場外相対取引で譲渡される。1株あたり47.11円、譲渡株式数1,827,196,574株、譲渡総額は86,079,226,690円であった。
2017年12月15日、グループ傘下となる3行間で｢ビジネスマッチング｣、｢Ｍ＆Ａ｣、｢海外進出サポート｣の分野での業務提携がなされた。
2017年12月27日、りそなホールディングスが関西みらいフィナンシャルグループ設立への関西アーバン銀行及びみなと銀行の編入を目的とする公開買付けを開始する。公開買付けの結果、2018年2月20日付でりそなホールディングスは、それぞれ議決権所有割合ベースでみなと銀行の株式を15.08%、関西アーバン銀行の株式を15.07%取得した。
2018年1月15日、2017年11月17日に公表のあったとおり、りそなホールディングス傘下のりそな銀行、埼玉りそな銀行及び近畿大阪銀行並びに今後関西みらいフィナンシャルグループ傘下に入る関西アーバン銀行及びみなと銀行間でのATMでの引き出し及び振込に関する手数料の割引がスタートするも、りそなホールディングス側から関西アーバン銀行及びみなと銀行への振込手数料の割引について適用されず、同日中の約400件の両行あての振込全てにおいて本来よりも324円高い手数料を徴収する不具合が発生した。
2018年3月1日、同年4月1日付けで東京証券取引所市場第一部へ上場することが承認された。
2018年3月28日、近畿大阪銀行・関西アーバン銀行・みなと銀行は、経営統合を記念して6カ月の定期預金に年0.301％（税引き前）の初回特別金利を適用すると発表した。

### 経営統合後

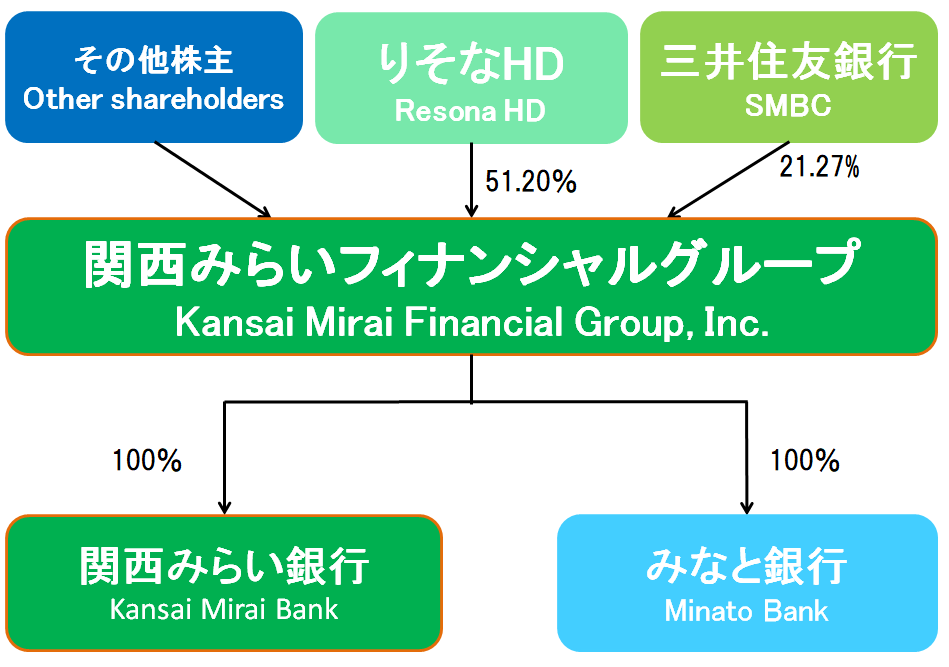
2019年4月時点の関西みらいFG全体の主な出資構成等

2018年4月1日、関西アーバン銀行及びみなと銀行と経営統合し、同日付で当社は東京証券取引所市場第1部へ上場した。この統合によりKMFGは、総資産が11.65兆円となり京都銀行の8.86兆円を抜き、関西ではトップに、全国でも6位の銀行グループとなった。経営統合にあたり、同日午前11時過ぎに大阪市中央区にある関西みらいフィナンシャルグループ本社に当社社長の菅哲哉及びグループ傘下のみなと銀行頭取の服部博明、関西アーバン銀行頭取の橋本和正並びに近畿大阪銀行社長の中前公志の4名、更に当社の親会社のりそなホールディングス社長の東和浩が集まり、統合式典を行った。また統合時点で、三井住友フィナンシャルグループの持分法適用会社となった。
2019年4月1日、傘下の近畿大阪銀行と関西アーバン銀行が合併し関西みらい銀行が発足した。
2020年11月10日、親子上場の解消と経営体制の強化を目的にりそなホールディングスによる完全子会社化を発表した。その初段階の手続きとして、りそなホールディングスによる株式公開買付けが行われ、三井住友銀行が保有する株式の一部（所有割合 7.88%）を応募、2020年12月16日付でりそなホールディングスの所有割合は60.39%、三井住友銀行の所有割合は13.41%となった。2021年3月16日、三井住友銀行は保有全株式について処分を目的に三井住友信託銀行に対し信託譲渡したため、三井住友銀行との資本関係が無くなった。
2021年4月1日、株式交換によりりそなホールディングスの完全子会社となった。それに先立ち、同年3月30日付で上場廃止となっている。
2024年4月1日、グループに於ける連結運営の更なる強化を目的にりそなホールディングスが当社を吸収合併して解散された。

## 事業の方向性
2017年9月、りそなホールディングス社長の東和浩は、「高齢化社会の中で事業承継は関西にとって大きな問題。」とした上で、当社について「りそなの信託、不動産の機能を提供して統合の相乗効果を高める」「上場会社としての独立性とりそなグループとしてのバランスを取っていく。関西地域金融として、営業面では自由闊達にやってほしいが、事務やシステム面はグループとして統合し一緒にやっていく」と語り、当社の初代社長の菅は「りそなグループの信託機能、不動産機能はフルに活用しながら、地域の中で存在感を発揮していきたい」と語った。一方で、他行からは「寄せ集めという印象が強く、これで本当に収益性を高められるのか。業界から見れば、あまりサプライズはない」とする意見があるほか、日経ビジネスではそもそもりそなグループの近畿大阪銀行と三井住友フィナンシャルグループの関西アーバン銀行は、その親会社も含め10年以上にわたって激しく競争をしてきた歴史があり、統合時にこれが新たな軋轢となりかねないと指摘している。更に、日経ビジネスは、「不良債権処理の時代とは違い、資産規模を大きくしただけでは地銀の成長戦略は成立しない。むしろ複雑な組織のまま総資産だけ膨らめば、結果として効率性が下がる可能性すらある。」としている。また、月刊FACTA2017年12月号では、近畿大阪銀行と関西アーバン銀行のそれぞれ40ヵ店が近接しており店舗統合を行う予定であるが、これも両行の主導権争いの影響により統廃合の対象となる店舗の選定に遅れが出ているとの報道がなされており、懸念が示されている。

## システム統合
当社グループ傘下となる3行は2020年7月を目途に、システム統合を行うこととしていた。これは、経営統合に関する基本合意の段階で、既に合意が得られていた事項であり、具体的には現在近畿大阪銀行を含むりそなホールディングス傘下の3行が利用しているものを関西アーバン銀行及びみなと銀行でも利用する形となる。システム統合にあたってはまず関西アーバン銀行が2019年9月を目途に統合作業を完了し、次いでみなと銀行でも2020年7月までに統合するという2段階のプロセスを踏む予定であった。このようなプロセスを踏む理由としては、過去の銀行のM&Aにおいては、システム統合に時間がかかったり、障害が発生したりする例が相次いできたことから、そうした事態を未然に防ぐために、システム統合をスピーディーに行うため、順々に実施する必要があったからであるとされる。また、りそなグループ全体としては、早期にシステムを統合してしまえば、りそなホールディングスが進める24時間振込などの取組みを、傘下の地銀に広げやすくなるというメリットがあると日本経済新聞は指摘している ほか、神戸新聞はコスト削減が見込まれるとしている。
当初2019年9月頃目途とされた旧近畿大阪銀行と旧関西アーバン銀行のシステム統合は、その後2019年10月15日と正式発表された。みなと銀行勘定は、その後繰延され、2025年を目処としている。

## 主導権争い等
発足前史の項目などにもあるように、関西みらいフィナンシャルグループについては、りそなホールディングス（及び近畿大阪銀行）並びに関西アーバン銀行の間で、主導権争いが起きており、その問題については、他行幹部や日本経済新聞などからも指摘されているところであった。更に、みなと銀行が関西みらい銀行への不参加を表明するなどしており、統合前から不協和音が生じているところである。これに加えて、元々、次期りそなホールディングス社長に内々定していたとされる旧大和銀行出身の菅哲哉を、旧あさひ銀行出身の社長である東和浩が、このように波乱含みの関西みらいフィナンシャルグループ社長に据えるとしたことから、りそなホールディングス内の旧大和銀行出身者からは「東は後釜だったはずの菅にババを引かせ、次も旧あさひ銀行出身者をりそなHDの社長にしようとしているのではないか」という、りそなホールディングス内の旧行間の主導権争いに関する疑念が上がっているという。

## 親子上場の目的
2021年3月30日まで親子上場が行われていた。一般的に親子上場には「親会社からの独立性」や、「親会社と子会社の少数株主に対する利益相反」などの観点で企業統治上の問題があるとされる。また上場企業の側からも、「親子上場による利益相反などの弊害」が指摘されている 他、東京証券取引所も『親会社を有する会社の上場に対する当取引所の考え方について』において、上述した意見の他に、親会社にとって「自身の短期的な単体決算対策のための子会社上場や、上場している親会社が企業グループの中核事業を担う子会社を上場させて新規公開に伴う利得を二重に得ようとする。」などの目的を安易に達成しやすく問題があるほか、「本格的な連結経営が求められる昨今の経営環境においては、企業グループ内の会社が親会社以外の株主に対して責任を負うこととなる子会社上場は、一体的な連結経営を行ううえでは必ずしも望ましいこととはいえない。」とする見解を示した。更に同取引所は改めて2008年5月27日「（新規上場時から親会社を有する場合であっても、企業再編等を通じて上場後に親会社を有することになる場合であっても、）少数株主との利益相反のおそれなどの内在する弊害や問題点があること、昨今の経営環境においては上場会社には本格的な連結経営が求められていること」を考慮すれば、「投資者をはじめ多くの市場関係者にとって必ずしも望ましい資本政策とは言い切れない。」とのコメントを公表している。更に関西みらいフィナンシャルグループが行う銀行業を監督する立場にある金融庁が取りまとめ公表した『金融審議会 金融分科会　我が国金融・資本市場の国際化に関するスタディグループ報告　～上場会社等のコーポレート・ガバナンスの強化に向けて～』でも、「親会社と上場子会社の少数株主の間には潜在的な利益相反関係の発生や、親会社による上場子会社の経営の支配等を通じて、上場子会社の株主保護が十分に図られないおそれがあり、必ずしも望ましい上場政策とは言えない。」とする意見を認めている。
そのような批判がある中で、親子上場を行うことについて、社長の菅哲哉は、将来の地銀再編をにらみ「志を同じくする方々が合流したいなら組みやすい形だ。将来の拡張性を担保」するためだとし、また、資本提携先として想定しているのは同じ関西の地銀であるとした。菅はまた、りそなホールディングスとの地銀連携の違いについて、「りそなは資本関係というよりサービスや機能の提供を想定しており、関西みらいは経営方針に賛同してもらえれば資本提携を「排除しない」。」としている。

## 歴代社長
| 代数 | 氏名   | 在任期間     | 出身校             |
| ---- | ------ | ------------ | ------------------ |
| 初代 | 菅哲哉 | 2017年11月 - | 関西学院大学商学部 |